# Woodiella
Woodiella is een monotypisch geslacht van schimmels uit de orde Helotiales. Het bevat alleen de soort Woodiella natalensis.